# Буяновский, Михаил Николаевич
Михаи́л Никола́евич Буяно́вский (4 октября 1891, Санкт-Петербург — 4 марта 1966, Ленинград) — российский и советский валторнист, музыкальный педагог. Солист-валторнист симфонического оркестра Мариинского/Кировского театра, Заслуженный артист РСФСР (1939), профессор Ленинградской консерватории. Отец Виталия Буяновского.

## Биография
Начальное музыкальное образование получил у своего отца Николая Ипполитовича Буяновского, флейтиста Придворного оркестра, и у скрипачей К. Михайловского (1898–1900) и М. С. Спасского (1900–1905), на валторне занимался (перед поступлением в консерваторию) у М. Бураковича. В 1905 году поступил в Санкт-Петербургскую консерваторию в класс валторны Я. Д. Тамма, также параллельно обучался по классу скрипки у А. Д. Резвецова. Окончил консерваторию (по классу валторны) в 1911 году, а в 1912 году был награждён малой золотой медалью. 
в 1913 г. поступил в оркестр Мариинского театра, где играл свыше сорока лет. С 1920 г. преподавал в Ленинградской консерватории, с 1926 г. профессор. Среди учеников Михаила Буяновского такие известные валторнисты как его сын Виталий, Павел Орехов, Андрей Глухов, Александр Рябинин, Степан Вишневский и другие. Также его учениками были некоторые известные музыканты - исполнители на других медных духовых инструментах: в том числе тромбонист Виктор Сумеркин и тубист Виктор Федотов.
Автор ряда переложений для валторны (виолончельные сонаты Рубинштейна и Рахманинова, неоконченная соната для альта Глинки и др.)

## Награды и звания
- Заслуженный артист РСФСР (1939)
- Медаль «За доблестный труд в Великой Отечественной войне 1941—1945 гг.» (1945)
- Орден Ленина  (Указ Президиума Верховного Совета СССР от 17.11.1949)[2]

## Жюри конкурсов
- II Всесоюзный конкурс музыкантов-исполнителей, г. Ленинград, 1935 год, член жюри
- Международный музыкальный конкурс «Пражская весна», Чехословакия, 1959 год, член жюри
- Международный конкурс музыкантов-исполнителей на духовых инструментах, г. Будапешт (Венгрия), 1965 год, член жюри[1]

## Память
- В Санкт-Петербургской консерватории им. Н.А.Римского-Корсакова его имя увековечено дважды: занесено на мраморную доску Лауреатов консерватории (историческое здание на Театральной пл.) и его именем назван класс № 53 (памятная доска)
- К 100-летию со дня рождения М.Н.Буяновского был посвящен IV Всероссийский конкурс музыкантов-исполнителей на медных духовых и ударных инструментах, г. Нижний Новгород, 1991 год